# Johan Petter Cumelin
Johan Petter Peter Cumelin, född 3 december 1764 i Stockholm, död där 13 maj 1820, var en svensk akvarellmålare, kopparstickare, etsare och koppartryckare. Han utnämndes 1805 till hovgravör.

## Liv och verk
Cumelin var son till husgerådsbetjänten vid Kungliga husgerådskammaren Sven Kumblin och Lisa Greta Jansdotter. Genom sin fars arbete kom han i kontakt med hertig Karl, som uppmuntrade honom i hans konstnärsstudier. 1778 blev Cumelin elev vid Konstakademin där han utnämndes till agré 1803 och ledamot 1805. Av särskild betydelse där blev bröderna Johan Fredrik och Elias Martin, Elias var hans lärare 1782 och Johan Fredrik under perioden 1781-1788, då han även bodde hos sin lärare. 1789 medföljde Cumelin hertig Karl då han gick till sjöss som befälhavare för örlogsflottan i Gustav III:s ryska krig och kom att delta i slaget vid Ölands södra udde. Han utförde på hösten efteråt tolv planscher över sjöexpeditionen, enligt samstämmiga uppgifter beställda av hertigen. Möjligen hade de också ett politiskt syfte, då de försöker klarlägga Per Lilliehorns manövrar och andra omständigheter som bidrog till att striden blev oavgjord. Samma ämne har en akvarell föreställande sjöslaget vid Kronstadt.
Genom brödernas utbildning blev han en utmärkt grafiker, särskilt som kopparstickare, och fick 1803 uppdraget att sticka illustrationerna till Anders Fredrik Skjöldebrands Voyage pittoresque au Cap Nord. Han startade 1803 ett koppartryckeri i Preisiska huset på Drottninggatan i Stockholm där han även hade sin lägenhet. Han drev sin tryckeriveksamhet fram till 1814. I övrigt vet man ganska lite om hans privatliv, annat än att han var inblandad Louis Belangers process mot sin förlagsman G. L. Hagemeister 1800-1802 och vän till Louis Masreliez.
Cumelin utförde troligen tryck åt Christian Forssell, vilken han enligt bouppteckningen stod i nära förbindelse med. Hans produktion var tämligen liten, men har visat större än vad som tidigare antagits, då blad som tidigare tagits för akvareller visat sig vara handkolorerade konturetsningar från Cumelins verkstad. Hans tidigaste självständiga arbeten torde vara ett antal stockholmsvyer, bland annat Blå slussen, Skeppsbron mot norr från trakten av Tullhuset, Utsikt från Riddarholmen och två små vyer av Haga slott, därtill en vy av Strängnäs och en av Vadstena slott. I dessa syns ett nära släktskap med etsningarna av Johan Fredrik Martin. Till andra tidiga arbeten hör några miniatyrartade akvareller med Stockholmsmotiv från 1785.
Andra verk av Cumelin är en samling akvarellerade konturetsningar av engelska parken vid Finspångs bruk, endast bevarade i ett fåtal exemplar. Inkompletta uppsättningar finns bland annat på Nationalmuseum och Westinska samlingen på Uppsala universitetsbibliotek samt med ett 10-tal blad vid Nordiska museet, Sjöhistoriska museet, Stockholms stadsmuseum och Kungliga biblioteket. Vidare sju planscher med Östgötamotiv ur Hans Olof Sundelius arbete Norrköpings minne. Han verkade även som porträttgravör och utförde porträtt av Gustav IV Adolf,  Aurora Taube, av den franske generalen Jean Victor Marie Moreau, av Justina Casagli i baletten Röfvarbandet. Han har även atribuerats en punkt- och akvatintgravyr av Karl XIV Johan som kronprins och en punktgravyr av den ryske fältmarskalken Aleksandr Suvorov. Därtill skall han ha utfört några politiska gravyrer, ytterligare bokillustratiern, ornamensstick för elfenbensarbeten och några exlibris.

## Verk i urval

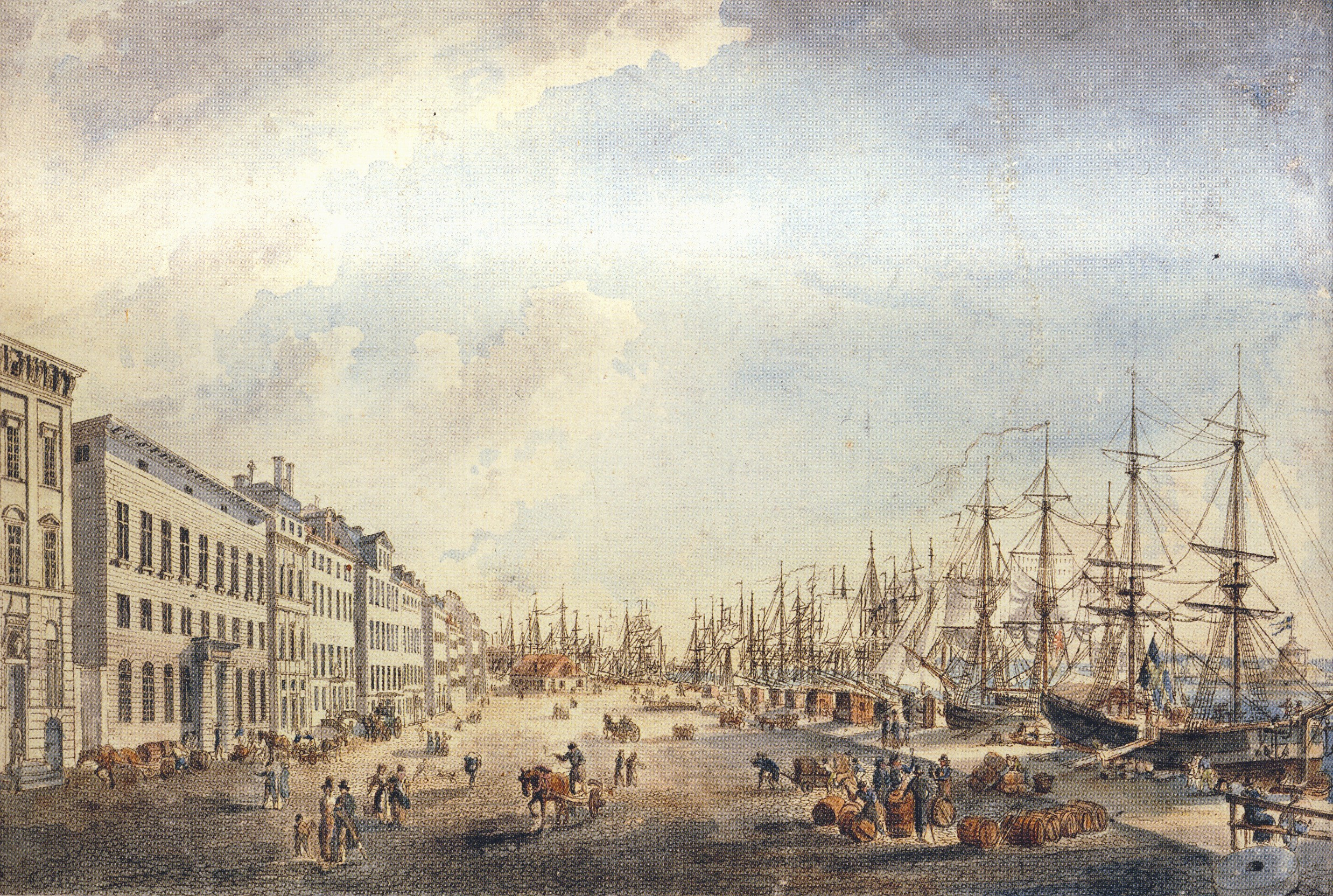
Skeppsbron 1790.
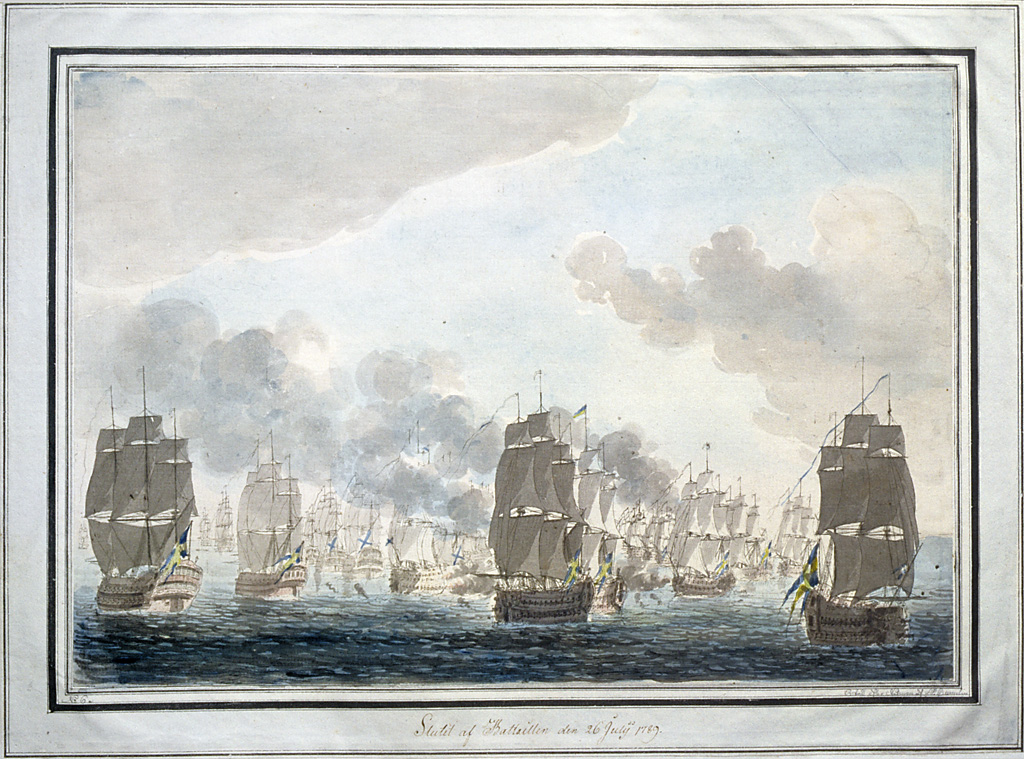
Svenska och ryska flottorna 1790.
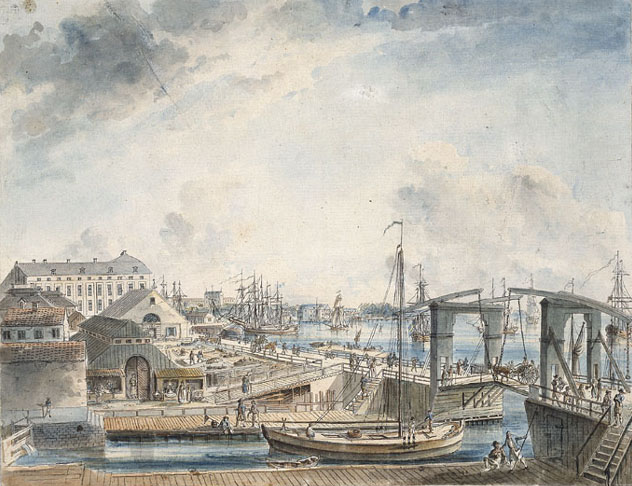
Blå Slussen 1790-1800.
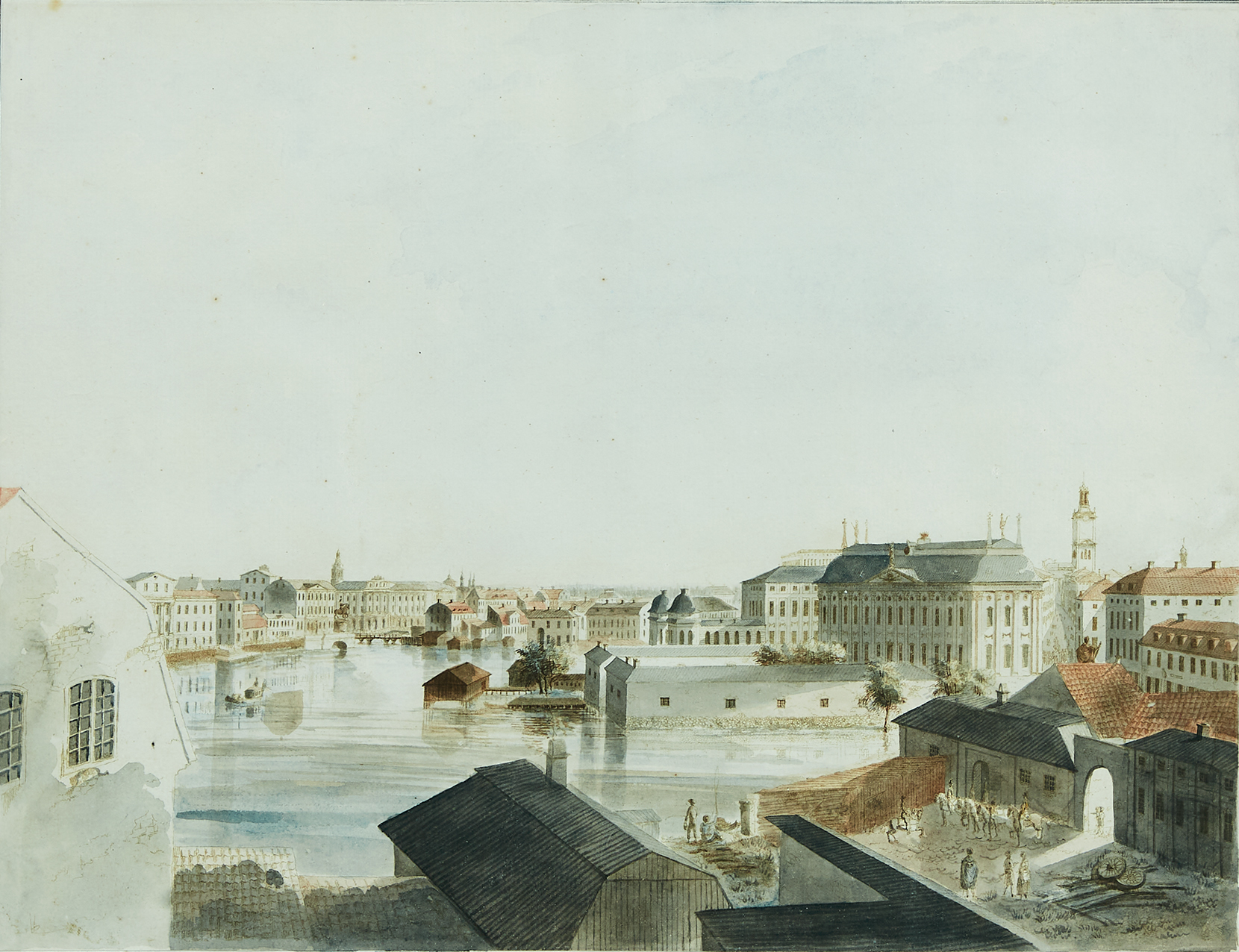
Gamla stan från Riddarholmen 1790-1800.